# Aswalu, Hunsur
Aswalu là một làng thuộc tehsil Hunsur, huyện Mysore, bang Karnataka, Ấn Độ.